# Hammerstein Judit
Hammerstein Judit (Nagykanizsa, 1969. február 1.–) magyar történész, szerkesztő, politikus. 1998-2002 között a kormányfő, 2002-2006 között pedig a Fidesz – Magyar Polgári Szövetség országgyűlési képviselőcsoportjának sajtófőnöke. 2011-2014 között a kultúráért felelős tárca helyettes államtitkára, majd 2014 és 2018 között a Balassi Intézet főigazgatója volt. 2019-2020-ban az Országos Széchényi Könyvtár megbízott főigazgatója.
2023 Novemberétől a Magyar Nemzeti Múzeum megbízott főigazgatója.

## Tanulmányai
Történelem szakos tanári diplomáját 1993-ban, francia nyelv és irodalom szakos középiskolai tanári diplomáját 1994-ben szerezte a pécsi Janus Pannonius Tudományegyetemen (2000-től Pécsi Tudományegyetem) Bölcsészettudományi Karán. 1991-ben Tempus társadalomtudományi ösztöndíjjal az Amszterdami Állami Egyetemen tanult. 1994-ben DEA diplomát szerzett a franciaországi Poitiers-i Egyetemen.1994–1996 között kutatói ösztöndíjjal a párizsi Nanterre X. Egyetemen tanult. 2007 és 2010 között az az Andrássy Gyula Német Nyelvű Egyetemen folytatott doktori tanulmányokat.

## Életpályája
Tanulmányai elvégzése után, 1996-tól a szerkesztőként, tolmácsként dolgozott. 1998-tól négy éven keresztül a miniszterelnök sajtófőnöke volt, a következő kormányzati ciklusban pedig a Magyar Országgyűlés Hivatalában a Fidesz – Magyar Polgári Szövetség országgyűlési képviselőcsoportjának sajtófőnöki feladatait látta el, közben a Polgári Magyarországért Alapítvány külügyi igazgatói tisztségét is betöltötte. 2007-től a Budapest Analyses szerkesztője. 2009-től tagja a Lőrincz Csaba Külpolitikai Díj bíráló bizottságának. Ugyanebben az évben a Fidesz európai parlamenti képviselőjelöltje. 
2011-től a Nemzeti Erőforrás Minisztérium (később Emberi Erőforrások Minisztériuma) Kultúráért Felelős Államtitkárságának kultúrpolitikáért felelős helyettes államtitkára. 2014. december 10-én kinevezték a Balassi Intézet főigazgatójává. A 2017. november 16-án megjelent Magyar Időkben megvádolták, hogy túl nagy teret enged balliberális művészeknek a Balassi Intézetben. 2018. június 20-ai hatállyal áthelyezéssel menesztették a Balassi Intézet éléről, vélhetően a Magyar Idők cikk következtében.
2018. november 1-től a Külgazdasági és Külügyminisztérium vendégoktatói hálózat fejlesztéséért felelős miniszteri biztosa. A HVG 2019. július 25-ei számában mint az Országos Széchényi Könyvtár főigazgatói posztjára esélyes pályázót említi. 2019. augusztus 23-tól az Országos Széchényi Könyvtár megbízott főigazgatója.
2023 Novemberétől a Magyar Nemzeti Múzeum megbízott főigazgatója.
Német, francia, angol és orosz nyelven beszél. Számos társadalomtudományi cikk, esszé, kritika szerzője. Családos, egy lánya és egy fia van.

## Művei
- A márki és az orosz bárka. Esszék, kritikák; Kortárs, Budapest, 2011 (Kortárs kritika)
- Caesarius Heisterbacensis Csodás történetei
- Oroszok és magyarok – Magyar írók Oroszország-Szovjetunió-tapasztalata az 1920-1930-as években. Örökség Kultúrpolitikai Intézet, Budapest, 2022 (Nyugat-eurázsiai idő); a mű eredeti PhD disszertáció változata online